# ژانگتونگ باس
ژانگتونگ باس (انگلیسی: Zhongtong Bus) شرکت اتوبوس‌سازی چینی است، که در سال ۱۹۵۸ تأسیس شد.